# Johann Caspar Rembold

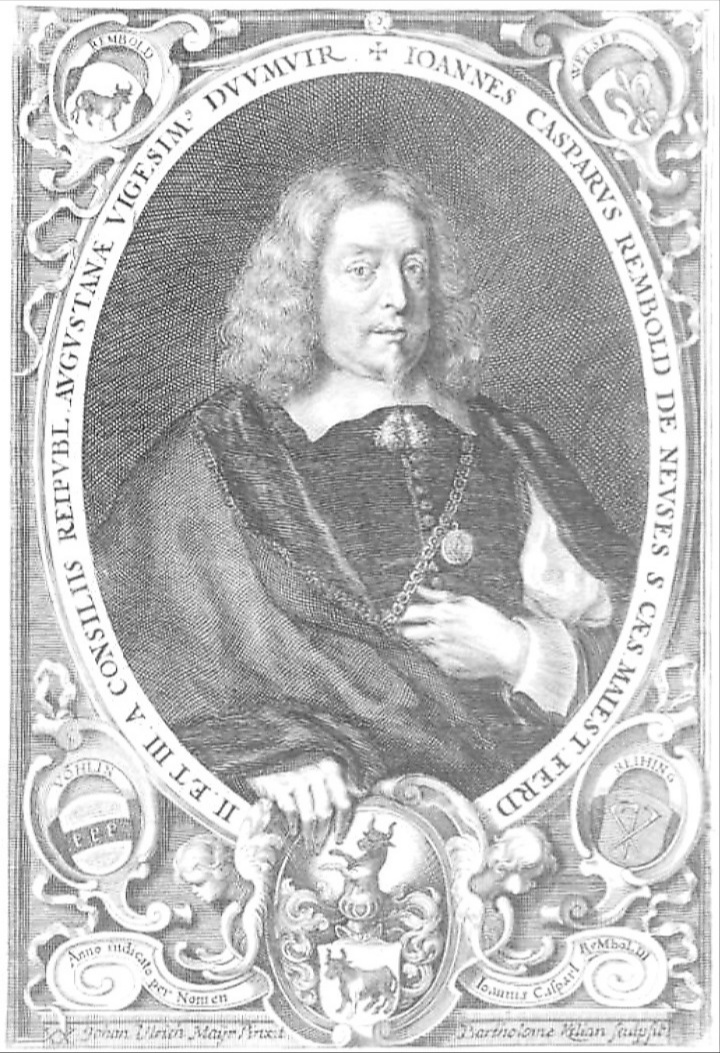
Johann Caspar Rembold auf Neusess, Stadtpfleger von Augsburg, um 1650

Johann Caspar Rembold (II.) (auf Neusäß) (* um 1590; † 2. September 1668) war von 1645 bis 1664 20. Bürgermeister bzw. Stadtpfleger von Augsburg sowie von 1664 bis 1668 Probst von St. Peter am Perlach. 

## Geschichte

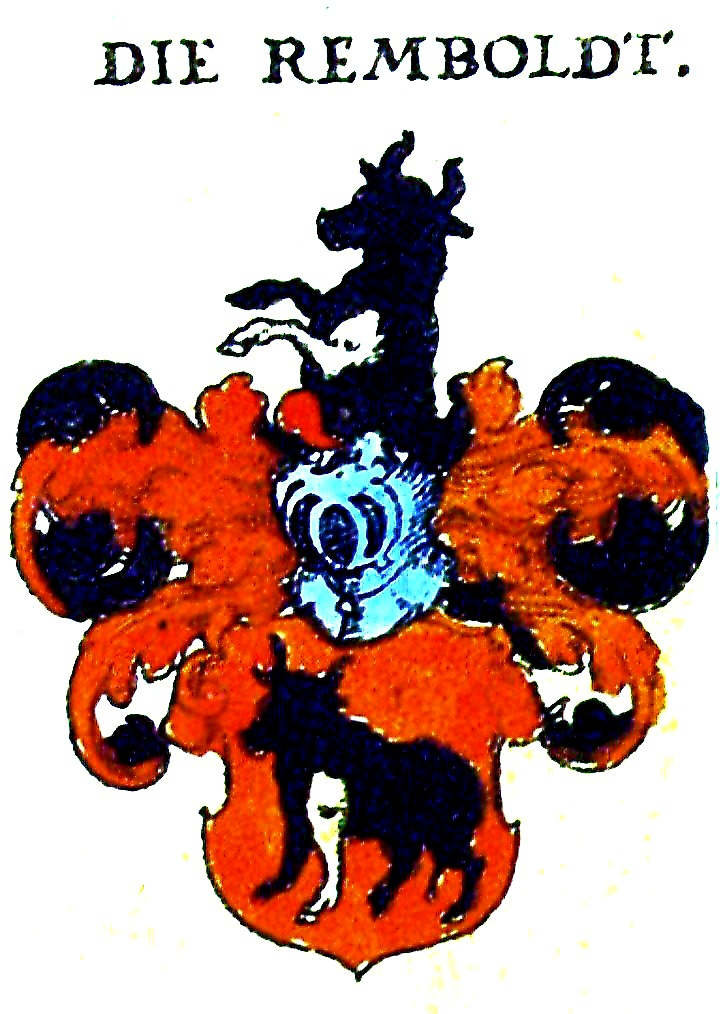
Wappen der Rembold

Er stammte aus dem Geschlecht Rembold, welches 1538 in den Augsburger Patrizierstand rezipiert wurde. Seine Eltern waren der Stadtpfleger Johann Jakob Rembold in Neusäß (1553–1624) und dessen Ehefrau Justina geb. Welser, die Tochter von David Welser und Anna Reihing aus Ulm und Enkelin von Anton Welser und Felicitas Baumgartner bzw. von Johann Conrad Reihing und Regina Rembold. Caspar Rembold († 1589) war sein Großvater väterlicherseits. Von seinem Vater erbte er Neusäß, das die Erben an die Fugger verkauften. 1624 wurde er Mitglied des Rats. 1632 trat er als Kriegsherr in kaiserliche Dienste. Nachdem der schwedische König Gustav II. Adolf die Stadt eroberte, musste er seine Ämter aufgeben und wurde am 28. März 1635 wiederum in den Rat aufgenommen. 1637 wählte man ihn in den Geheimen Rat und zum Einnehmer. Von 1645 bis 1649 bekleidete er zum ersten Mal das Amt des Stadtpflegers und von 1652 bis 1664 ein weiteres Mal. 1649 war er zusammen mit Leonhard Weiß Stadtpfleger. Unter der Amtszeit Rembolds fand am 31. Mai 1653 in der St. Ulrichskirche die Wahl Ferdinand IV. zum römisch-deutschen König statt. 1664 legte er sein Amt nieder, worauf er in den geistlichen Stand trat und bis zu seinem Tode 1668 als Probst von St. Peter am Perlach fungierte.

## Familie
Johann Caspar Rembold heiratete in erster Ehe am 20. Mai 1623 Jakobine Bechler († 5. Juni 1639) und in zweiter Ehe am 15. April 1640 Maria Altisheimer († 18. März 1662). Aus der Ehe gingen u. a. folgende Kinder hervor:
- Johann Jakob Rembold († 12. Oktober 1683), ⚭ 1. Catharina Renata Imhoff, 2. Euphrosina Holzapfel (von Herxheim)
- Maria Magdalena Margarita Rembold, ⚭ Raymund Imhoff
- Philipp Caspar Rembold († 19. Dezember 1681), ⚭ NN Keyser
- Philipp Raimund Rembold († 3. Februar 1704), ⚭ Maria Anna Ursula Imhoff
- Maria Theresia Rembold († 9. August 1665), ⚭ Friedrich Bechler
- Anna Monica Rembold, ⚭ Wolf Heinrich Rehlinger